# رتا کولاچی
رتا کولاچی (به انگلیسی: Ratta Kulachi) یک شهرک در پاکستان است که در ناحیه دیره اسماعیل خان واقع شده‌است.